# Brighton and Hove
Brighton and Hove ist ein selbständiger Stadtkreis (Unitary Authority) an der Südküste Englands. Er entstand durch die Verbindung der Boroughs Brighton und Hove im Jahre 1997. Seit 2000 hat Brighton and Hove den Status einer City.
Der Verwaltungssitz der Unitary Authority befindet sich in Hove. Brighton and Hove umfasst neben den namensgebenden Orten auch Portslade und Rottingdean.

## Baudenkmäler

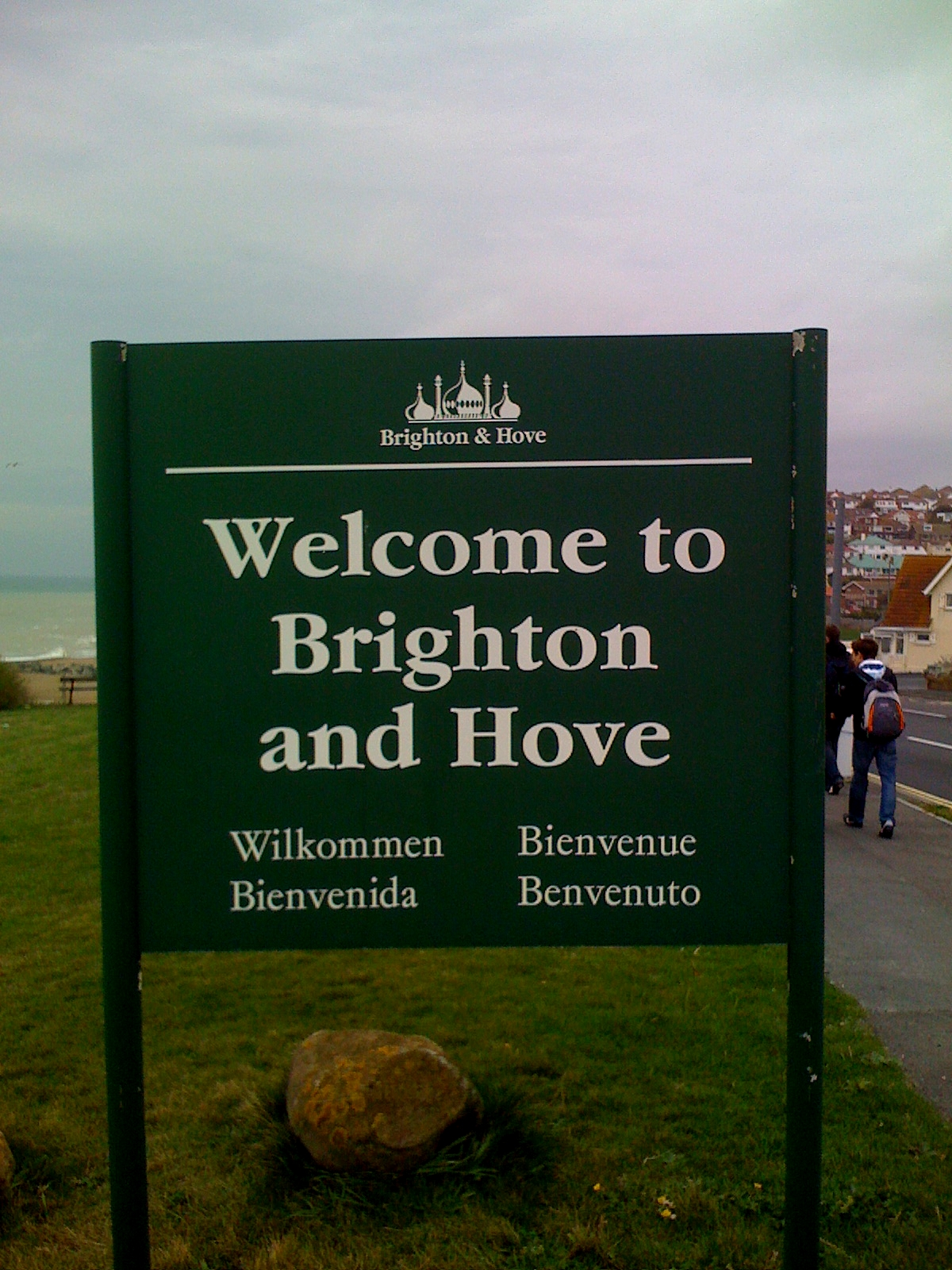
Willkommenstafel in Brighton and Hove

In Brighton and Hove sind 24 Bauwerke oder Bauwerkkomplexe unter Grade I als Baudenkmal eingetragen. Dies sind Gebäude mit besonderer Architektur oder historischer Bedeutung.
Brighton und das westlicher gelegene Hove entwickelten sich als Fischerdörfer am Ärmelkanal. Brighton hatte zum Zeitpunkt der Abfassung des Domesday Books im Jahr 1086 rund 400 Einwohner. Hove mit seiner langen Geschichte der Landwirtschaft auf den fruchtbaren Land hinter der Küste war auch für den Schmuggel bekannt. Beide Städte waren Mitte des 18. Jahrhunderts im Niedergang, als durch den ortsansässigen Arzt Richard Russell die Aufmerksamkeit der höheren Gesellschaft und der Königsfamilie auf Brighton gelenkt wurde. Schon bald entstand der Royal Pavilion. Die ortsansässigen Architekten Charles Busby, Amon Wilds und dessen Sohn Amon Henry Wilds zeichneten verantwortlich für mehrere innovative, praktische und elegante Bauten aus dieser Zeit. Kemp Town war hauptsächlich die Arbeit von Barry und dem älteren Wilds und setzt sich aus sieben Abschnitten zusammen. Diese sind ebenso als Baudenkmäler eingestuft wie die vier Sektionen von Brunswick.
In Brighton und Hove entstanden im 19. Jahrhundert zahlreiche Kirchengebäude, vier davon stehen ebenfalls auf der Baudenkmalliste in der höchsten Stufe, ebenso Brightons West Pier, der jedoch nach einer Reihe von schweren Stürmen und Bränden seit Jahren eine Ruine ist.
Die Gemeindekirche Ovingdeans aus dem 12. Jahrhundert und der aus dem frühen 18. Jahrhundert stammender Herrensitz in Stanmer Park sind die ältesten Bauwerke, die in Brighton and Hove als Grade I eingestuft sind. In den 1930er Jahren entstand das 20–22 Marlborough Place.
Das Hauptgebäude der University of Sussex, das nach dem Zweiten Weltkrieg von Basil Spence entworfen wurde, ist seit 1993 ein Grade-I-Baudenkmal und das jüngste Bauwerk auf dieser Liste.

## Verkehr
Schon vor dem Zusammenschluss der Städte Brighton & Hove wurden die beiden Verkehrsbetriebe, die privaten Hoves und städtischen Brightons in die privatrechtlich organisierte Brighton & Hove Bus and Coach Company zusammengeführt. Sie besitzt über 250 Omnibusse und wurde in den 1980er Jahren gegründet. Seit 1993 gehört sie zur Go-Ahead Group, die Bus- und Eisenbahnverkehr in vielen Teilen Großbritanniens betreibt.
Eisenbahn-Stationen auf dem Gebiet von Brighton & Hove

Animation der Entwicklung der Eisenbahnstrecken seit 1840

- Aldrington, früher: Devils Dyke Junction (Westküstenlinie)
- Brighton
- Hove, früher: Cliftonville, (Hove and) West Brighton (Westküstenlinie)
- London Road (Brighton) (Ostküstenlinie)
- Moulsecoomb (erbaut 1980; Ostküstenlinie)
- Portslade (zeitweise Portslade & West Hove) (Westküstenlinie)
- Preston Park (Linie nach London)

Aldrington ist eine Haltestelle, die übrigen Stationen sind zumindest zeitweise bedient. Portslade und Brighton sind gut ans örtliche Busnetz angeschlossen, die etwas abgelegene Station Hove wird nur von einzelnen Linien angefahren. Bei den übrigen Stationen bestehen Umsteigemöglichkeiten verbunden mit nicht ausgeschilderten Fußwegen von bis zu fünf Minuten.

## Umgebung

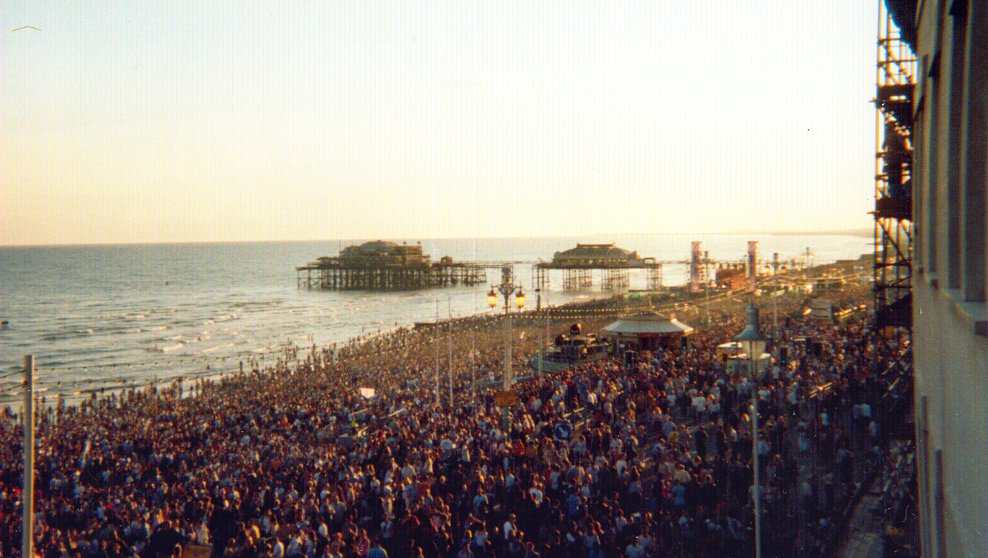
17. Juli 2002. Die Live-Musik-Veranstaltung Big Beach Boutique II zog Tausende Fans von Fatboy Slim an den Brightoner Strand.

Im Osten von Brighton liegen die Dörfer Woodingdean, Ovingdean, Saltdean und Rottingdean. Letzteres bildet die einzige Gemeinde (Civil Parish) innerhalb der Unitary Authority. Die nächsten Städte im Osten sind Newhaven, Seaford und Eastbourne. Im Westen von Brighton & Hove liegen Portslade (Teil der Stadt), Shoreham-by-Sea und Steyning. Die nächsten Städte sind Worthing und Littlehampton.

## Lokalprominenz
- Aubrey Beardsley (1872–1898), Dichter, Zeichner, Graphiker, Karikaturist und Illustrator
- John Bowis (* 1945), Europaabgeordneter für die Conservative Party für London
- Dave Clarke (* 1968), international bekannter Musikproduzent und Techno-DJ
- Electrelane, Rockband
- Eric Gill (1882–1940), Bildhauer, Grafiker und Typograf
- Nigel Kennedy (* 1956), Violinist
- The Levellers, Rockband
- Florence Marryat (1833–1899), Schriftstellerin
- Katie Price (* 1978), Fotomodell und Unternehmerin
- Norman Cook (Fatboy Slim) (* 1963), Techno-DJ und Pionier der elektronischen Musik
- John Watts, (Fischer-Z) (* 1954), Sänger und Songwriter
- Nick Cave (* 1957), Musiker und Schriftsteller
- The Kooks, Rock-Band (Album „Inside in/Inside out“ mit Song „Seaside“ an ihre Heimatstadt Brighton)
- Benjamin Rich-Swift (Bald and Bankrupt) (* 1974), Vlogger und Autor